# Estação Chaussée d'Antin - La Fayette
Chaussée d'Antin - La Fayette é uma estação das linhas 7 e 9 do Metrô de Paris, localizada no 9.º arrondissement de Paris.

## Localização
A estação está implantada no cruzamento do boulevard Haussmann com a rue de la Chaussée-d'Antin, a rue Halévy e a rue La Fayette.

## História
A estação foi aberta em 5 de novembro de 1910.
Em 2011, 7 778 782 passageiros entraram nesta estação. Ela viu entrar 7 600 254 passageiros em 2013, o que a coloca na 32ª posição das estações de metrô por sua frequência.
Em 24 de abril de 2012, um carro caiu em uma entrada de metrô da estação, sem ser ferido. O motorista tinha confundido com a entrada de um parque de estacionamento subterrâneo.

## Serviços aos passageiros

### Acessos
A estação tem seis acessos divididos em sete entradas do metrô: o acesso 1 « Grands magasins - Galeries Lafayette », consistindo em uma escada fixa adornada com um candelabro Dervaux, emergindo na esquina do boulevard Haussmann com a rue de la Chaussée-d'Antin, em frente às Galeries Lafayette Haussmann;; o acesso 2 « Rue La Fayette »; o acesso 3 « Rue Halévy »; o acesso 4 « Boulevard Haussmann » que teve no passado uma edícula Guimard; o acesso 5 « Rue de la Chaussée-d'Antin »; e o acesso 6 « Rue Taitbout ».

### Plataformas
As abóbadas das plataformas das duas linhas, com 75 metros de extensão, são decoradas com um afresco de Jean-Paul Chambas.

### Intermodalidade
A estação é servida pelas linhas 42 e 68 (para esta última, no sentido de Châtillon - Montrouge somente) da rede de ônibus RATP.

## Pontos turísticos
- Galeries Lafayette
- Sede central da Société Générale

Galeria de fotografias
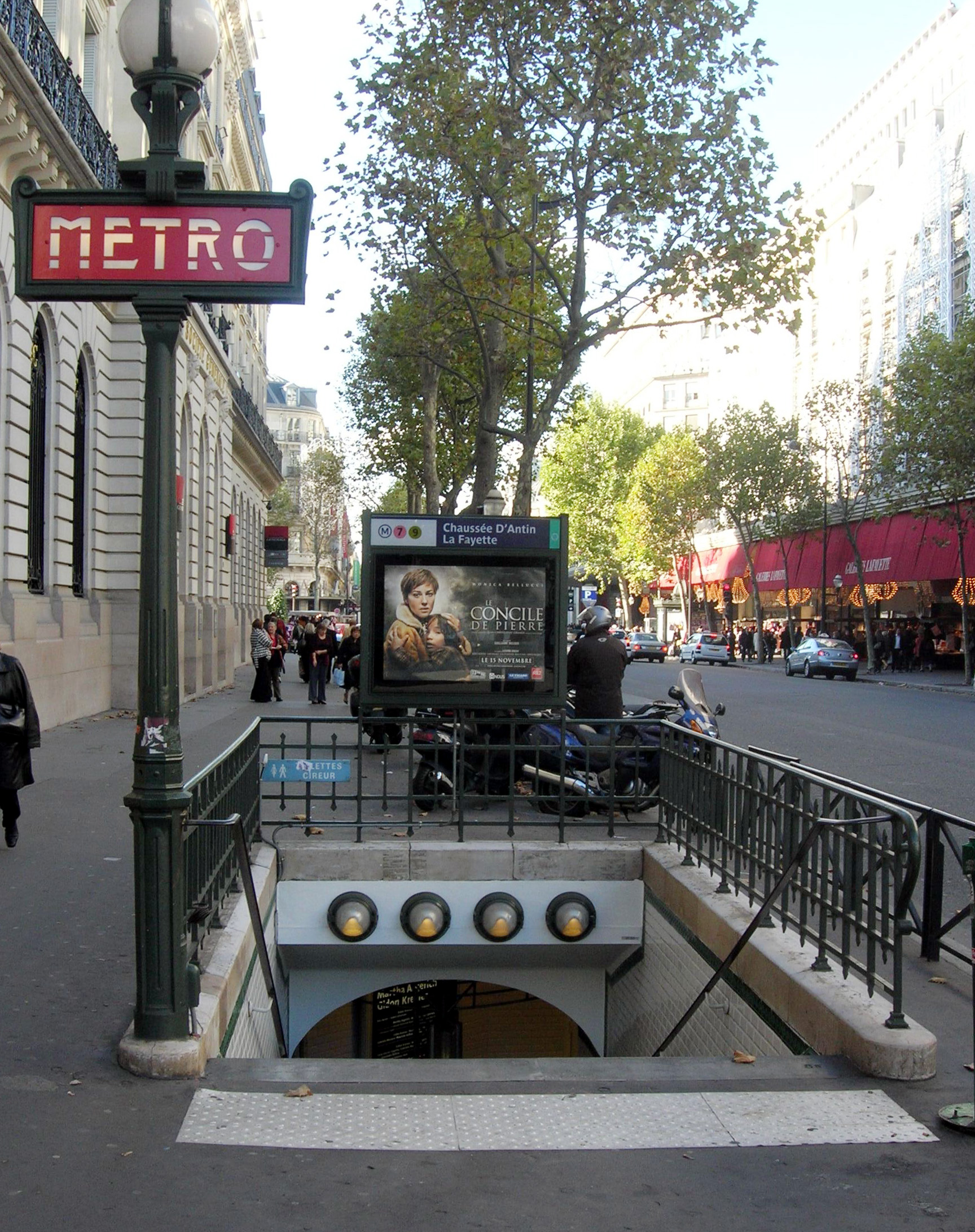
Entrada na calçada ao sul do Boulevard Haussmann.
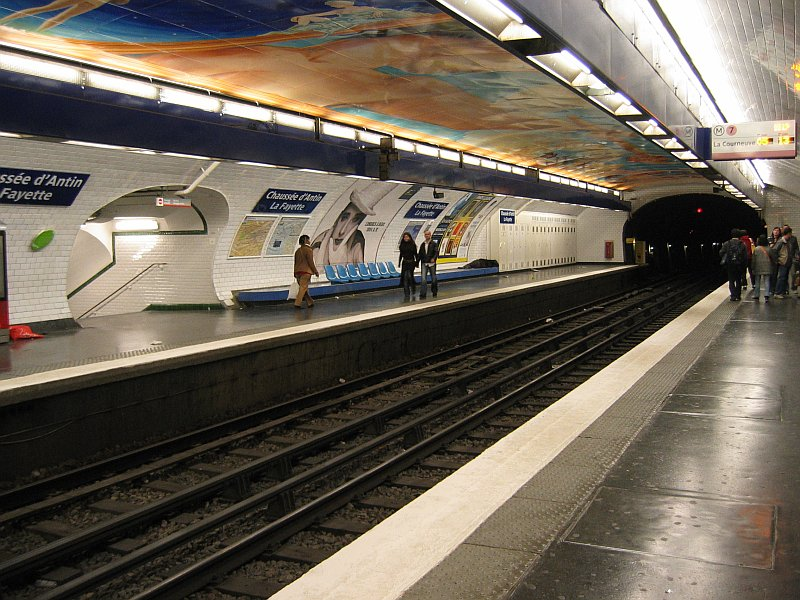
A estação da linha 7 (2004).
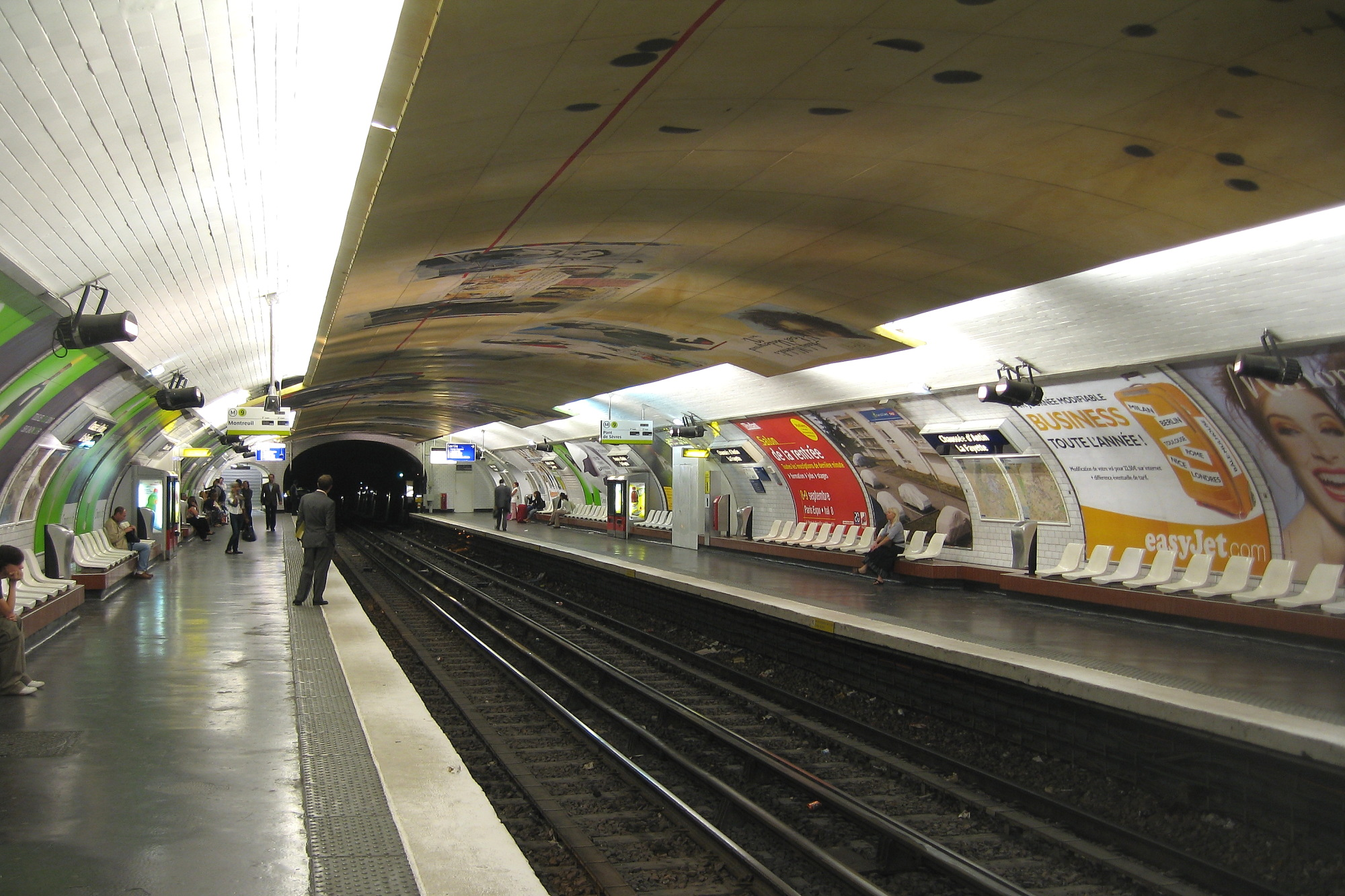
A estação da linha 9 (2006).